# Мишевско
Мишевско е село в Южна България. То се намира в община Джебел, област Кърджали.

## География
Село Мишевско се намира в планински район.

## История
През 2012 г. към селото е присъединено бившето село Модрен.

## Население
Преброяване на населението през 2011 г.
Численост и дял на етническите групи според преброяването на населението през 2011 г.:
|                     | Численост | Дял (в %) |
| Общо                | 323       | 100,00    |
| Българи             | 0         | 0,00      |
| Турци               | 287       | 88,85     |
| Цигани              | 0         | 0,00      |
| Други               | 0         | 0,00      |
| Не се самоопределят | 0         | 0,00      |
| Неотговорили        | 34        | 10,52     |

## Културни и природни забележителности
В селото има много интересен каменен амфитеатър, който е малко популярен сред туристите.

## Редовни събития
Всяка година селото има събор. То се провежда последната събота на юни месец всяка година.